# Leross
Leross es un pueblo canadiense situado en la provincia de Saskatchewan.

## Superficie
Leross tiene una superficie de 1,28 km².

## Demografía
En 2021, tenía 40 habitantes, una densidad poblacional de 31,2 hab./km², y 16 viviendas.